# 李倩之
李倩之（512年—558年8月19日），字曼容，陇西郡狄道县（今甘肃省定西市临洮县）人，出自陇西李氏姑臧房，北魏通直散骑侍郎李瑾第二子，东魏、北齐官员。

## 生平
李倩之和兄弟们都有才具与名望，他清明通达喜好文学，以开府参军事为起家官，外任明威将军、冀州骠骑主簿。东魏武定年间，李倩之入朝担任司空主簿，加号轻车将军。北齐天保初年，李倩之担任太子洗马，很快外任阳翟郡太守，做官无为而治，官吏和百姓都称赞他。李倩之升任尚书考功郎中后，遇到齐文宣帝高洋昏乱放纵，李倩之没有罪行，于天保九年七月廿日（558年8月19日）在邺城被冤杀，虚岁四十七，当时的人都认为他很冤枉。李倩之死后，他的弟弟们没有因为当时齐文宣帝凶暴而逃避，处理丧事非常哀痛。赵郡李荣来凭吊李蒨之时叹气说：“这个家族的风范，为全国所称赞，今日才见到，真是我的老师啊。”李荣希望与李倩之的兄弟们一样，当日就自改名字为李荣之。天保十年岁次己卯七月丙辰朔廿日乙亥廿二日（559年9月9日），李倩之葬于十里候东北四弟李礼之之墓西侧。天统五年（569年），朝廷追赠李倩之假节、督光州诸军事、尚书吏部郎中、光州刺史。隋朝开皇六年岁次丙午十二月丁未朔三日乙酉（587年1月17日），李倩之安葬于邺县西南廿里。

## 家族

### 六世祖
- 李暠，凉武昭王[1]

### 曾祖
- 李承，北魏雍州刺史[1]

### 祖父
- 李韶，北魏司空、文恭公[1]

### 父母
- 李瑾，北魏齐州刺史[1]
- 范阳卢氏，北魏秘书监、固安懿伯卢渊之女[8][9]

### 兄弟姐妹
- 李产之，北齐北豫州司马
- 李寿之，北齐梁州中从事
- 李礼之，北齐司徒骑兵参军
- 李行之，隋朝唐州下溠郡太守、固始县男
- 李凝之，北齐光州中从事
- 李氏，嫁北齐仪同三司、金紫光禄大夫、须昌县公司马膺之

### 夫人
- 太原王氏，北魏中书监、长社侯王琼孙女，北魏中书侍郎、齐州刺史王延业之女[1]

### 子女
- 李元俭，北齐并州田曹参军，夫人博陵崔氏，北齐侍中、特进、开府仪同三司崔季舒之女[1]
- 李武卿，北齐司州主簿，过继第四叔李礼之，夫人南阳赵氏，北齐侍中、司徒公赵彦深之女[1]
- 李月静，嫁北齐齐州别驾、从事史太原王修[1]
- 李昭明，嫁北齐太子仆清河崔拯[1]
- 李昭相，嫁北齐给事黄门侍郎范阳卢思道[1]
- 李良愿，嫁北齐阳夏郡太守荥阳郑蕴[1]